# 加藤貴大 (野球)
加藤 貴大（かとう たかひろ、1987年12月13日 - ）は、神奈川県横浜市出身の元プロ野球選手（投手）。右投右打。NPBでは育成選手であった。実兄は元プロ野球選手の加藤幹典。

## 経歴

### プロ入り前
八王子高時代は、3年夏に西東京大会でベスト8の成績を残すも無名の存在だった。
明治学院大学に進学すると、元プロ野球選手（外野手）であった森山正義監督の指導もあり、大車輪の活躍を見せる。2007年の2年時には、秋の二部リーグで11勝をマークし、同大学野球部の24季ぶりの一部昇格に大きく貢献した。同年は、二部優秀選手とベストナインに選出された。2008年は、春の一部リーグで1勝に留まり再び二部に降格するも、秋の二部リーグでは5勝をマークし、前年に続き優秀選手に選ばれた。4年時は主将、1部通算9試合、1勝7敗、防御率4.99。
2010年、ベースボール・チャレンジ・リーグの富山サンダーバーズに入団。25試合に登板し、8勝、3完投と結果を残し、同年10月28日、プロ野球ドラフト会議にて東北楽天ゴールデンイーグルスから育成1位指名を受けた。

### 楽天時代
3年間で、二軍でも結果を残せず、支配下選手登録をされないまま、2013年10月4日に球団から戦力外通告を受けた。10月31日、自由契約公示された。

### 楽天退団後
2014年は社会人野球のJFE東日本でプレーしたが、結果を残せずに1年で戦力外となった。
クラブチームのエスプライド鉄腕硬式野球部でのプレーを経て、了徳寺学園医療専門学校卒業後に東大和市に「かとう鍼灸院 整体院」を開業。

## 詳細情報

### 年度別投手成績
- 一軍公式戦出場なし

### 独立リーグでの投手成績
| 年 度     | 球 団     | 登 板 | 完 投 | 勝 利 | 敗 戦 | セ ｜ ブ | 勝 率 | 打 者 | 投 球 回 | 被 安 打 | 被 本 塁 打 | 与 四 球 | 与 死 球 | 奪 三 振 | 暴 投 | ボ ｜ ク | 失 点 | 自 責 点 | 防 御 率 |
| --------- | --------- | ----- | ----- | ----- | ----- | -------- | ----- | ----- | -------- | -------- | ----------- | -------- | -------- | -------- | ----- | -------- | ----- | -------- | -------- |
| 2010      | 富山      | 25    | 3     | 8     | 4     | 3        | .667  | 415   | 97.1     | 74       | 5           | 41       | 16       | 63       | 9     | 2        | 42    | 34       | 3.14     |
| 通算：1年 | 通算：1年 | 25    | 3     | 8     | 4     | 3        | .667  | 415   | 97.1     | 74       | 5           | 41       | 16       | 63       | 9     | 2        | 42    | 34       | 3.14     |

### 背番号
- 48 （2010年）
- 122 （2011年 - 2013年）